# Acção Democrática Independente
Acção Democrática Independente (forkortet ADI), portugisisk for Uafhængig Demokratisk Handling, er et politisk midterparti i São Tomé og Príncipe. ADI blev stiftet i 1994 af den daværende præsident Miguel Trovoada.

## Valghistorie

### Præsidentvalg
| Valg | Partiets kandidat   | Stemmer      | %            | Stemmer     | %           | Resultat |
| Valg | Partiets kandidat   | Første runde | Første runde | Anden runde | Anden runde | Resultat |
| ---- | ------------------- | ------------ | ------------ | ----------- | ----------- | -------- |
| 1996 | Miguel Trovoada     | 15.344       | 41,4 %       | 19.887      | 52,7 %      | Vundet   |
| 2001 | Fradique de Menezes | 25.896       | 55,2 %       | –           | –           | Vundet   |
| 2006 | Patrice Trovoada    | 22.339       | 38,8 %       | –           | –           | Tabt     |
| 2011 | Evaristo Carvalho   | 13.125       | 21,8 %       | 31.308      | 47,1 %      | Tabt     |
| 2016 | Evaristo Carvalho   | 34,522       | 49,9 %       | 41.820      | 100,0 %     | Vundet   |
| 2021 | Carlos Vila Nova    | 32.022       | 39,5 %       | 45.481      | 57,5 %      | Vundet   |

### Parlamentsvalg
| Valg | Stemmer | %      | Mandater | +/– | Position |
| ---- | ------- | ------ | -------- | --- | -------- |
| 1994 | 6.660   | 26,3 % | 14 / 55  | +14 | 2        |
| 1998 | 8.222   | 28,3 % | 16 / 55  | +2  | 2        |
| 2002 | –       | –      | –        |     |          |
| 2006 | 10.678  | 20,5 % | 11 / 55  |     | 3        |
| 2010 | 29.588  | 43,1 % | 26 / 55  | +15 | 1        |
| 2014 | 35.267  | 52,6 % | 33 / 55  | +7  | 1        |
| 2018 | 32.805  | 41,8 % | 25 / 55  | –8  | 1        |

Ved parlamentsvalget i 2002 stillede ADI op sammen med 3 andre partier i valgalliancen Uê Kédadji. Valgalliancen fik 6.398 stemmer (16,2 %) og 8 mandater.